# Ólafsvíks flygplats
Ólafsvíks flygplats är en flygplats i republiken Island.   Den ligger i regionen Västlandet, i den västra delen av landet, 130 km nordväst om huvudstaden Reykjavik. Ólafsvíks flygplats ligger 17 meter över havet.